# 梅利尼齊亞 (薩爾內區)
51°7′30″N 26°14′18″E / 51.12500°N 26.23833°E
梅利尼齊亞（烏克蘭語：Мельниця），是烏克蘭的村落，位於該國西北部羅夫諾州，由薩爾內區負責管轄，始建於1900年，面積0.59平方公里，海拔高度168米，2001年人口359，人口密度每平方公里608.5人。